# 钟鸣镇
钟鸣镇，是中华人民共和国安徽省铜陵市义安区下辖的一个乡镇级行政单位。

## 行政区划
钟鸣镇下辖以下地区：
钟鸣社区、水龙村、金山村、金凤村、水村、九榔村、牡东村、狮峰村、新联村、马中村、长龙村、金桥村、清泉村、金龙村和泉栏村。